# Канцона
Канцона (песма, на италијанском) је италијанска, или провансилска песма, или балада. Такође се користи да се опише поезија која подсећа на мадригал. Име је изведено од провансилске речи canso. То је врло битна инструментална форма XVI века и раног XVII века, важан претходник сонати. Ову музичку форму, уз пратњу музике су први користили провансилски трубадури.
Congedo/commiato, или француски envoi наглашава да лирски субјекат песме има мисију која треба да се испуни. Песничка форма је настала на сицилијанском двору цара Фридриха II у XIII веку, а ту форму су прихватили Данте, Петрарка и Бокачо. Развоју ове форме, посвећен је и један део Дантеовог дела „De vulgari eloquentia“ — О народном језику.
Оригиналне италијанске канцоне имају 5 до 7 станци, најчешће за пратњу музике, а свака станца треба ритмички да подсећа на прву. Канцоне су најчешће хендекасилабичке (11 слогова). Свака станца се састоји из два дела — једна која има једнак број слогова и друга која се зове „реп“, или Sirma.